# Naledi Pandor
Grace Naledi Mandisa Pandor, geboren Grace Naledi Mandisa Matthews (Durban, 7 december 1953), is een Zuid-Afrikaanse politica en anti-apartheid-activiste voor het Afrikaans Nationaal Congres (ANC). Tussen 2004 en 2024 bekleedde ze verschillende ministerschappen in de Zuid-Afrikaanse regering.

## Loopbaan
Pandor was van 1999 tot 2004 voorzitter van de Nationale Raad van Provincies en van 2004 tot 2009 minister van Onderwijs onder de presidentschappen van Thabo Mbeki en Kgalema Motlanthe. In het kabinet-Zuma I, geleid door president Jacob Zuma, diende zij achtereenvolgens als minister van Wetenschap en Technologie (2009–2012) en minister van Binnenlandse Zaken (2012–2014). In het kabinet-Zuma II (2014–2018) keerde ze terug als minister van Wetenschap en Technologie.
In 2018 werd Pandor benoemd tot minister van Hoger Onderwijs en Training in het eerste kabinet van president Cyril Ramaphosa. In het kabinet-Ramaphosa II, dat tussen 2019 en 2024 regeerde, had zij zitting als minister van Buitenlandse Relaties en Samenwerking.
Zowel haar grootvader, hervormer en leerkracht Z.K. Matthews, als haar vader, de jurist Joe Matthews, waren gekende leidende anti-apartheid-activisten voor het Afrikaanse Nationale Congres.
- Gemeinsame Normdatei: 1259798348
- International Standard Name Identifier: 0000 0001 2328 098X
- Library of Congress Control Number: no2011114662
- Virtual International Authority File: 172980056
- WorldCat: E39PBJm4P6rdCyFXQMjwrqcpT3